# Schweinswoog
Der Schweinswoog ist ein See im Pfälzerwald auf Gemarkung von Eußerthal. Er ist ein Stausee des Eußerbachs und 450 Meter lang. Er dient der Zucht von Forellen.  